# Ville-du-Bois
Ville-du-Bois – miejscowość i gmina we Francji, w regionie Île-de-France, w departamencie Essonne.
Według danych na rok 1990 gminę zamieszkiwały 5404 osoby, a gęstość zaludnienia wynosiła 1493 osób/km² (wśród 1287 gmin regionu Île-de-France Ville-du-Bois plasuje się na 318. miejscu pod względem liczby ludności, natomiast pod względem powierzchni na miejscu 776.).